# Majomábécé
A Majomábécé (Le propre de l’homme) Robert Merle Goncourt-díjas francia író 1989-ben írt regénye. Ez a tudományos tényeken alapuló fikció az ember és az állat, jelen esetben az ember és az egyik főemlős – egy csimpánz – kapcsolatát mutatja be.
„Merle nem kevés háttér-információn rágta át magát, hogy megalkossa a Majomábécét; René-Guy Busnel professzor, a témába vágó szakirodalom legnagyobb gyűjteményének birtokosa, az egész könyvtárát az író rendelkezésére bocsátotta. Ez az alaposság, amely egyéb műveinél is jellemző Merle-re, meg is látszik a regényen, rendkívül sok, a témába vágó háttéranyag birtokába jut maga az olvasó is.” Az állati intelligencia határait elemző kutatások, az 1967-ben publikált Állati elmék című utópisztikus regény megírása óta foglalkoztatták az írót; ám a kérdést most – szigorúan a tények talaján maradva – egy merőben más oldalról tárgyalja: a fajok közötti kommunikáció problémáján át azt vizsgálja: mi emberi sajátosság? (Ez a mű eredeti, francia címe.) A nevetés?; Az értelem? „Vagy netán a nyelv? De állíthatunk-e ilyet az után, hogy egy csimpánz éppúgy kifejezi magát mutogatással, akár egy süketnéma?” 
A Majomábécé egy tudományos kísérlet leírása, amely bemutatja, meddig lehet egy csimpánzt emberként nevelni. Az író nagy időszeleteket átfogva, a kismajom fejlődésének és a kutatás folyamatának csak leglényegesebb állomásait megragadva meséli el a történetet; így végig megőrzi a cselekmény lendületét. A regény, a természettudományos megismerés folyamatának bemutatása mellett társadalomkritika is egyben; az írói üzenetben felsejlik az örök evolúciós kérdés: hogyan „emelkedtünk fel” a majomtól az emberig; vajon minden élethelyzetben megérdemeljük-e a kitüntető ember elnevezést, vagy helyesebb, ha „felkapaszkodott főemlősnek” tekintjük magunkat?

## Cselekménye
|  | Alább a cselekmény részletei következnek! |

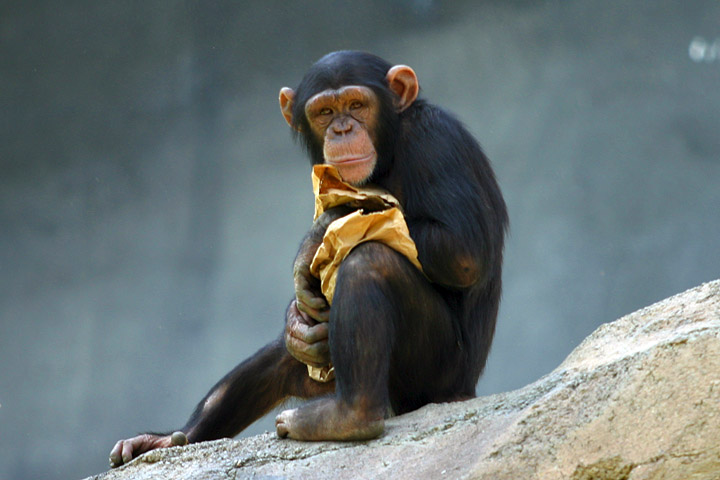

A történet Amerikában játszódik, ahol semmi sem minősül eleve tabunak, azaz bármit lehet kutatni. A könyv tudományos alapját egy program képezi, amelyben amerikai tudósok angol nyelvre próbáltak tanítani egy csimpánzt. Az első kísérlet sikertelen volt, ám a „kudarc után … eszébe jutott a tudósoknak, hogy nem csak beszélt nyelv van a világon; ha a majmok gégefője alkalmatlan a hangképzésre, miért ne taníthatnák meg őket arra a jelbeszédre, amit a süketnémák használnak? … És ekkor siker koronázta erőfeszítéseiket.” A regény ebből az alaphelyzetből kiindulva a kísérlet egy lehetséges változatát tárja elénk:
A középkorú antropológus professzor, Edmund Dale egy párizsi konferencián megismerkedik Suzy Lecorbellier tanárnővel. Kapcsolatuk, a fizikai vonzódáson túl szellemi harmóniájuk és hasonló világlátásuk révén szerelemmé és hamarosan házassággá alakul. Közös otthonukat Amerikában, a Yaraville határában fekvő Dale-birtokon rendezik be.
A szomszéd farmon élő állatorvos barátjuk, Donald Hunt, egy este azzal az ötlettel hozakodik elő, hogy fogadják örökbe a pacientúrájába tartozó állatkert hamarosan megszülető csimpánzbébijét, aki remek alanya lehetne a professzor rendhagyó tudományos kutatásainak.
Némi gondolkodás után Ed és Suzy döntenek: „Őrültség, de csináljuk meg.” Elfogadják a javaslatot; elhatározzák, hogy saját otthonuk egyik szobáját alakítják át a kis jövevénynek, így közvetlenül tanulmányozhatják az emberhez genetikailag oly közel álló főemlős fejlődését, sőt megtanítják a jelbeszédre, hogy közös kommunikációjuk révén közvetlenül behatolhassanak az „állatvilág homályába”. A házaspár és három gyermekük azonnal tanulni kezdik a jelbeszédet – tanítóul felvesznek egy néma, de nem siket nőt, Emma Mathers-t, aki tizenkét éven át barátjuk és segítőjük marad. Ebbe a családi körbe érkezik egy november végi napon Chloé, a csimpánzbébi.
A törődés és a szeretetteljes gondoskodás meghozza gyümölcsét; Chloé szépen fejlődik, beilleszkedik a családba és jól együttműködik a tanulásban. Ügyesen tanulja a jelbeszédet, sőt alkotó módon használja a nyelvet huncutságai és gyerekes csínyei leplezésére, sőt ösztönös agressziója elfojtására és levezetésére is. Chloé barátokra és ellenségekre talál a farmon élő emberek és állatok között, érzelmi és értelmi fejlődése csodálattal tölti el „szüleit”. A kutatás remekül halad.
Az első komoly nehézség a program ötödik évében jelentkezik, amikor Chloénak alkalma adódik, hogy összehasonlítsa egy vele közel azonos korú kislány és a saját tükörképét. Önbecsülése megrendül, mert rádöbben: ő csúnya, nem hasonlít a családjára, nincs emberi külseje. Ettől kezdve egy időre zárkózott, szeszélyes és figyelmetlen lett; bánata megakasztja a programot is, mert „csak addig lehetett kutatás tárgya, míg az embercsaládba való személyes beilleszkedési vágya arra serkentette, hogy tanulja a jelbeszédet.” Szerencsére a türelmes és szerető környezet átsegíti Chloét ezen a traumán.
A második, immár leküzdhetetlennek tűnő nehézséget a csimpánzlány serdülése, gyors reflexei és félelmetes izomereje jelenti a program nyolcadik évében. Az ún. „rózsaszín periódusok” (párzási periódusok) idején átélt folyamatos elutasítás felerősíti ösztönös agresszióját, amit mind nehezebben kezel a család, és végképp tarthatatlannak ítél a társadalmi környezet. Chloét vissza kellene adni az állatkertnek, ám a gondolat, hogy rács mögött lássák viszont „gyermeküket”, elfogadhatatlan Ed és Suzy számára. A regény főhősei mindvégig következetesen elutasítják, hogy okos csimpánzukat egyszerűen majomnak tekintse vagy nevezze bárki.
A program végét jelentő utolsó fordulatokat mégsem Chloé gerjeszti, hanem az emberi kapzsiság, becsvágy, a másság végletes elutasítása és az elmúlás, a halál elkerülhetetlenségének felismerése.
A könyv megválaszolja az eredeti, francia címben szereplő kérdést – mi emberi sajátosság? –, ezzel megvonja a teljes kutatási program filozófiai és morális tanúságát is: „Tulajdonképpen nem a beszéd, még csak nem is az értelem különbözteti meg az embert az emberszabású majomtól …, hanem az a biztos tudat, amely az embert az egész élete folyamán végigkíséri, hogy tudniillik a saját halála az egyedüli esemény, amelyet teljes bizonyossággal előre láthat.

## Magyarul
- Majomábécé; ford. Dutkay Magyar Katalin; Európa, Budapest, 1992

## Külső hivatkozások
- Az Európa Könyvkiadó ajánlása a 2005-ös új kiadáshoz
- Legeza Ilona könyvismertetője